# Huragan (film 1937)
Huragan (ang. The Hurricane) – amerykański film z 1937 roku w reżyserii Johna Forda oraz Stuarta Heislera. Adaptacja powieści Charlesa Nordhoffa i Jamesa Normana Halla.

## Obsada
- Dorothy Lamour
- Jon Hall
- Mary Astor
- C. Aubrey Smith
- Thomas Mitchell
- Raymond Massey
- John Carradine

## Nagrody i nominacje
| Nazwa nagrody | Wygrane                                 | Nominacje                                                                        |
| ------------- | --------------------------------------- | -------------------------------------------------------------------------------- |
| Oscar         | 1938 Najlepszy dźwięk Thomas T. Moulton | 1938 Najlepszy aktor drugoplanowy Thomas Mitchell Najlepsza muzyka Alfred Newman |